# RuSport
RuSport – były amerykański zespół wyścigowy, założony w 2002 roku przez Carla Russo. W historii startów ekipa pojawiała się w stawce Atlantic Championship oraz Champ Car.

## Wyniki

### Champ Car
| Rok  | Bolid          | Kierowcy            | Wyścigi | Wygrane | PP    | NO | Pkt | M.K. |
| ---- | -------------- | ------------------- | ------- | ------- | ----- | -- | --- | ---- |
| 2004 | Lola-Ford      | Michel Jourdain Jr. | 14      | 0       | 0     | 0  | 185 | 12   |
| 2004 | Lola-Ford      | A.J. Allmendinger   | 14      | 0       | 0     | 0  | 229 | 6    |
| 2005 | Lola-Ford      | Justin Wilson       | 13      | 2       | 2     | 2  | 265 | 3    |
| 2005 | Lola-Ford      | A.J. Allmendinger   | 13      | 0       | 1     | 1  | 227 | 5    |
| 2006 | Lola-Ford      | Justin Wilson       | 13      | 1       | 2     | 1  | 298 | 2    |
| 2006 | Lola-Ford      | A.J. Allmendinger   | 4 (13)  | 0 (5)   | 0 (1) | 0  | 285 | 3    |
| 2006 | Lola-Ford      | Cristiano da Matta  | 5 (9)   | 0       | 0     | 0  | 134 | 15   |
| 2006 | Lola-Ford      | Ryan Briscoe        | 2       | 0       | 0     | 0  | 17  | 21   |
| 2007 | Panoz-Cosworth | Alex Tagliani       | 14      | 0       | 0     | 0  | 205 | 10   |
| 2007 | Panoz-Cosworth | Justin Wilson       | 14      | 1       | 2     | 1  | 281 | 2    |